# Соколов, Евгений Николаевич
Евге́ний Никола́евич Соколо́в (23 сентября 1920, Нижний Новгород — 14 мая 2008, Москва) — советский и российский учёный, специалист в области нейронаук (работы в области нейронных механизмов когнитивных процессов).
Основоположник советской психофизиологии. Заведующий кафедрой психофизиологии факультета психологии МГУ (1971—2001), академик АПН СССР (1984), академик Российской академии образования (1993), иностранный член Национальной академии наук США (1975), почётный член Американской академии искусств и наук (1976), почётный член Международной ассоциации психофизиологов (1980), почётный член Академии наук Финляндии (1984), заслуженный профессор МГУ (1998), член Центрального Совета Международной организации по исследованию мозга при ЮНЕСКО.

## Биография
Евгений Николаевич Соколов родился 23 сентября 1920 в Нижнем Новгороде. В 1939 году окончил с отличием общеобразовательную школу. В 1940 году поступил в Горьковский Индустриальный институт на отделение кораблестроения, но уже в 1941 году ушёл на фронт. С 1941 по 1945 сражался на фронте в составе Западного, Калининского, 2-го Прибалтийского и 1-го Белорусского фронтов. Награждён орденами Красной Звезды и Отечественной Войны.
В 1946 году он экстерном окончил Московский институт иностранных языков им. М. Тореза по специальности «современный немецкий язык».
С 1947 по 1950 учился в аспирантуре сектора психологии института философии Академии наук СССР. В 1950 году, защитил кандидатскую диссертацию (по философии) (тема: «Восприятие в свете учения И. П. Павлова»), посвящённую рефлекторной теории восприятия. Оппонентом на защите был заведующий кафедрой психологии философского факультета Московского Государственного Университета им. М. В. Ломоносова Б. М. Теплов, который высоко оценил диссертацию и пригласил Е. Н. Соколова работать к себе на кафедру, в Лабораторию анализаторов, которую возглавлял научный руководитель Е. Н. Соколова — С. В. Кравков..
В 1958 году вышла монография Е. Н. Соколова «Восприятие и условный рефлекс», которая приобрела мировую известность и была издана в США, Великобритании, Японии, Мексике и Аргентине. В 1960 году стал доктором биологических наук (тема диссертации: «Восприятие и условный рефлекс»). В том же году был приглашён в США, где прочитал курсы лекций в Стенфордском и Калифорнийском университетах по тематике ориентировочного рефлекса.
С 1964 года в Лаборатории анализаторов начались широкомасштабные исследования нейрофизиологических механизмов памяти и научения. В результате исследований был описан эффект привыкания на отдельном нейроне. Также были описаны два типа научения — стимул-зависимое (зависит от организации информации) и эффект-зависимое (зависит от ответного действия). Результаты этих исследований лаборатории были отражены в книге Е. Н. Соколова «Механизмы памяти» (1961), а также в его циклах лекций, прочитанных им в Московском, Кембриджском, Оксфордском, Массачусетском технологическом, Софийском и Будапештском университетах.
В 1966 году кафедра психологии философского факультета МГУ, где работал Е. Н. Соколов, была преобразована в факультет психологии МГУ. В 1971 году Е. Н. Соколов (при поддержке декана факультета психологии МГУ профессора А. Н. Леонтьева и профессора А. Р. Лурия) организовал и возглавил кафедру психофизиологии.
В 1975 Е. Н. Соколов избран в Национальную академию наук США, а в 1976 — в Американскую академию искусств и наук. В 1984 стал членом Академии наук Финляндии. Избран в академию педагогических наук СССР (в настоящее время — Российская Академия Образования). В 1984 г. награждён золотой медалью И. П. Павлова за вклад в изучение высшей нервной деятельности. В 1989 г. награждён знаком Психофизиологического общества США и в 1997 — «медалью столетия» Международной психофизиологической организации (International Organization of Psychophysiology, IOP). В 1993 г. за высокое качество лекций награждён медалью Ломоносова. В 1995 г. по инициативе Е. Н. Соколова в МГУ имени М. В. Ломоносова был создан Центр магнитной томографии и спектроскопии.
Скончался 14 мая 2008 в Москве, похоронен на Хованском кладбище.

## Награды
- Премия им. М. В. Ломоносова (1992).
- «Премия столетия» Международной психофизиологической организации (International Organization of Psychophysiology, IOP) (1988).
- Специальный диплом Американской ассоциации психофизиологических исследований (1988) — «За выдающийся вклад в психофизиологию».
- Золотая медаль им. И. П. Павлова (1984) — «за выдающийся вклад в развитие теории рефлекторных механизмов работы мозга».
- Орден Трудового Красного Знамени (1970).
- Орден Красной Звезды (1944).
- Орден Отечественной войны II степени (1944).
- Пять правительственных медалей.

## Основные публикации
Автор свыше 500 статей и около 20 книг, переведенных на английский, испанский и японский языки. Основные публикации:

### Монографии
- Соколов Е. Н. Восприятие и условный рефлекс. — М.: Изд-во Моск. ун-та, 1958. 330 с.
  - Английский перевод: Sokolov E.N. Perception and the Conditioned Reflex. — Oxford: Pergamon Press, 1963. 350 p.
- Соколов Е. Н. Механизмы памяти. — М.: Изд-во Моск. ун-та, 1969. 174 с.
- Sokolov E.N., Vinogradova O.S. Neuronal Mechanisms of the Orienting Mechanism. — John Wiley & Sons Inc, 1976. 312 p. ISBN 978-0470925621.
- Фомин С. В., Соколов Е. Н., Вайткявичус Г. Г. Искусственные органы чувств. Моделирование сенсорных систем.- М.: Наука, 1979. 180 с.
- Соколов Е. Н., Шмелёв Л. А. Нейробионика. Организация нейроподобных элементов и систем. — М.: Наука, 1983. 195 с.
- Соколов Е. Н., Измайлов Ч. А. Цветовое зрение — М.: МГУ, 1984.
- Соколов Е. Н. Теоретическая психофизиология. — М.: Изд-во Моск. ун-та, 1986. 107 с.
- Измайлов Ч. А., Соколов Е. Н., Черноризов А. М. Психофизиология цветового зрения. М.: МГУ, 1989. − 206 с. ISBN 5-211-00228-8.
- Соколов Е. Н., Вайткявичус Г. Г. Нейроинтеллект: От нейрона к нейрокомпьютеру. — М.: Наука, 1990. 237 с.
- Sokolov E.N., Spinks Y.A., Naatanen R., Lyytinen H. The Orienting Response in Information Processing. — Mahwah, NJ: Lawrence Erlbaum Ass., 2002. 384 p. ISBN 978-0805830811.
- Соколов, Е. Н. Восприятие и условный рефлекс: Новый взгляд. — М.: УМК «Психология»; Московский психолого-социальный институт, 2003. — 287 с. — ISBN 5-93692-048-8.
- Соколов Е. Н. Очерки по психофизиологии сознания. — М.: МГУ, 2010. — 255 с. ISBN 5-9217-0033-9.

### Статьи
- Sokolov E.N. Neuronal models in the orienting reflex // The Central Nervous System and Behavior / Ed. by M.A. Brazier. New York: Macy Foundation, 1960. P. 187—271.
- Соколов Е. Н., Зимачев М. М., Измайлов Ч. А. Геометрическая модель субъективного пространства цветовых стимулов. // Эргонимика. Труды ВНИИТЭ. 1975. № 9. С. 101—122.
- Sokolov E.N. The neuronal mechanisms of the orienting reflex // Neuronal Mechanisms of the Orienting Reflex / Ed. by E.N. Sokolov, O.S. Vinogradova. Mahwah, NJ: Lawrence Erlbaum Publishers, 1975.
- Соколов Е. Н., Измайлов Ч. А., Измайлова Т. В., Зимачев М. М. Сферическая модель цветового зрения. // Вестн. Моск. ун-та. Сер. 14. Психология. 1977. № 1. С. 45-52.
- Измайлов Ч. А., Соколов Е. Н. Метрические характеристики сферической модели цветоразличения. // Вестник МГУ. Сер. 14. Психология. 1978. № 2. С. 47-61.
- Соколов Е. Н. Нейронные механизмы саккадических движений глаз. // «Вопросы психологии», 1980, № 3 с.64.
- Соколов Е. Н. Психофизиология: предмет, методы и задачи. // Вестн. Моск. ун-та. Сер. 14. Психология. 1980. С. 3-16.
- Соколов Е. Н., Черноризов А. М. Нейронные механизмы цветового зрения. // Вестн. Моск. ун-та. Сер. 14. Психология. 1981. № 2. С. 30-40.
- Sokolov Е. N., Izmailov Ch. A., Schänebeck В. Verleichende Experimente zur Mehridimensionalen Skalierung Subjectiver Farbuntershiede und Inrer Internen Sphärishen Repreasentation // Zeischrift fur Psychologie. Band 190. Heft 3. 1982. S. 275—293.
- Sokolov E.N., Izmailov Ch.A. The conceptual reflex arc: a model of neural processing as developed for color vision // Modern Issues in Perception / Ed. by H.-G. Geissler. Berlin: VEB Deutcher Verlag der Wicsenchaftten, 1983. P. 192—216.
- Соколов Е. Н., Измайлов Ч. А., Завгородняя В. Л. Многомерное шкалирование знаковых конфигураций. // «Вопросы психологии», 1985, № 1 с. 133.
- Зимачев М. М., Шехтер Е. Д., Соколов Е. Н., Измайлов Ч. А. Хроматическая составляющая электроретинограммы лягушки. // Журн. ВНД. 1986. Т. 36, вып. 6. С. 1100—1107.
- Соколов Е. Н., Терехина А. Ю., Ребрик С. Б. Геометрическая модель структуры знания. // «Вопросы психологии», 1986, № 6 с. 130.
- Соколов Е. Н., Вартанов А. В. К исследованию семантического пространства. // Психологический журнал, 1987, № 2, c. 58-65.
- Измайлов Ч. А., Ласточкина М. Н., Полянская Г. Н., Соколов Е. Н. Различение линий и углов зрительной системой. // Вестник МГУ. Сер. 14. Психология. 1988. № 1. С. 41-50.
- Измайлова Т. В., Соколов Е. Н., Измайлов Ч. А., Лившиц Г. Я. Общая сферическая модель различения цветовых сигналов. // «Вопросы психологии», 1988, № 1 с. 137.
  - Izmailova T.V., Sokolov E.N., Izmailov Ch.A., Livshits G.Y. A general spherical model of the discrimination of color signals // Soviet-Psychology. 1990. Vol. 28. № 2. P. 77-101.
- Вартанов А. В., Жудов В. К., Киоса М. Н., Соколов Е. Н. Опыт обучения программированию в школе. // «Вопросы психологии», 1989, № 1, с.73.
- Izmailov Ch.A., Sokolov E.N. Multidimentional scaling of lines and angles discrimination. // Psychophysiological Explorations of Mental Structures / H.G. Geissler (ed.). Toronto-Bern-Stuttgart: Hogrefe and Huber Publishers, 1990. P. 181—189.
- Izmailov Ch.A., Sokolov E.N. Spherical model of color and brightness discrimination // Psychological Science. 1991. Vol. 2. P. 249—259.
- Paramei G.V.,Izmailov Ch.A., Sokolov E.N. Multidimensional scaling of large chromatic differences by normal and color-deficient subjects // Psychological Science. 1991. Vol. 2. P. 244—248.
- Sokolov E.N. Local plasticity in neuronal learning // Memory: Organization and Locus of Change / Ed. by L.R. Squire, N.M. Weinberger, G. Linch, J.L. McGaugh. Oxford, NY: Oxford Univ. Press, 1991. P. 364—391.
- Измайлов Ч. А., Соколов Е. Н., Сукретная Л. М., Шехтер Л. М. Семантическое пространство искусственных цветовых названий. // Вестник МГУ. Сер. 14. Психология. 1992. № 1. С. 3-14.
- Izmailov Ch., Sokolov E.N. A semantic space of color names // Psychological Science. 1992. Vol. 3. № 2. P. 105—111.
- Sokolov E.N. Vector coding in neuronal nets: color vision // Origins: Brain and self organization / Ed. by K. Pribram. Hillsdale: Lawrence Erlbaum, Ass., 1994. P. 461—476.
- Вартанов А. В., Соколов Е. Н. Семантическое пространство цветовых названий: опыт межъязыкового исследования. // Психологический журнал, 1994, т. 15, № 5, с. 56-66.
- Вартанов А. В., Соколов Е. Н. Роль первой и второй сигнальных систем в соотношении семантического и перцептивного цветовых пространств. // Журнал ВНД. 1995, т. 45, вып. 2, с. 343—357.
- Соколов Е. Н. Проблема гештальта в нейробиологии // Журнал высшей нервной деятельности им. И. П. Павлова. 1996 Т. 46. № 2. С. 229—240.
- Sokolov, E. N., & Cacioppo, J. T. Orienting and defense reflexes: Vector coding the cardiac response. In P. J. Lang, R. F. Simons, & M. T. Balaban (Eds.), Attention and orienting: Sensory and motivational processes (pp. 1-22). Mahwah, NJ: Erlbaum, 1997.
- Измайлов Ч. А., Исайчев С. А., Коршунова С. Г., Соколов Е. Н. Цветовой и яркостный компоненты зрительных вызванных потенциалов у человека. // Журнал ВНД. 1998. Т. 48. № 5. С. 777—787.
- Sokolov E.N. Higher mental activity and basic physiology: subjective differences and reaction time // Human cognitive abilities in theory and practice / Ed. by J. McArdle, R.W. Woodcock. Mahwah, NJ: Lawrence Erlbaum associates, 1998. P. 45-56.
- Sokolov E.N. Model of cognitive processes // Advances in Psychological Sciences. Vol. 2: Biological and Cognitive Aspects / Ed. by M. Saborin, F. Craik, M. Robert. East Sussex, UK: Psychology Press, 1998. P. 355—379.
- Измайлов Ч. А., Соколов Е. Н., Штиуи С. Сферическая модель цветоразличения в условиях одновременного цветового контраста // Вестник МГУ. 1999. Сер.14. Психология. №.4. С. 31-36.
- Sokolov E.N., Palikhova T.A. Elementary and compound postsynaptic potentials in the defensive command neurons of Helix lucorum // Acta Biologica Hungarica. 1999. Vol. 50. P. 1-11.
- Sokolov E.N., Palikhova T.A. Immediate plasticity of identifiable synapses in the land snails Helix lucorum // Acta Neurobiol. Exp. 1999. Vol. 59. P. 161—169.
- Соколов Е. Н. Векторное представление ассоциативного обучения // Журн. высш. нервн. деят. им. И. П. Павлова. 2000. Т. 50. № 1. С. 80—87.
- Sokolov E.N. Perception and the conditioning reflex: vector encoding // Int. J. Psychophysiol. 2000. Vol. 35. P. 197—217.
- Соколов Е. Н., Полянский В. В., Евтихин Д. В., Вартанов А. В. Модель цветового зрения трихроматов и протанов. // Журнал ВНД, 2000. т. 50. вып. 2, с.192-198.
- Соколов Е. Н., Незлина Н. И., Полянский В. Б., Евтихин Д. В. Ориентировочный рефлекс: «реакция прицеливания» и «прожектор внимания» // Журнал высшей нервной деятельности им. И. П. Павлова. 2001. Т. 51. № 4. С. 421—437.
- Черноризов A.M., Соколов Е. Н. Векторный принцип кодирования информации о цвете в слое биполярных клеток сетчатки карпа // Вестник Моск. ун-та. Сер. 14. Психология. 2001. № 1. С. 12—34.
- Izmailov Ch.A., Korshunova S.G., Sokolov E.N. Relationship between visual evoked potentials and subjective differences between emotional expressions in «face diagrams». // Neuroscience and Behavioral Physiology. 2001. Т. 31. № 5. С. 529—538.
- Sokolov E.N. Orienting Reflex: Selective Habituation // Vision. The Approach of Biophysics and Neurosciences / Ed. by C. Musio. Naples: Italian National Research Council, 2001. P. 409—418.
- Измайлов Ч. А., Соколов Е. Н., Коршунова С. Г. Цветовое пространство человека, основанное на данных корковых вызванных потенциалов. // Сенсорные системы. 2003. Т. 17. № 1. С. 32-44.
- Измайлов Ч. А., Соколов Е. Н., Коршунова С. Г., Кадик А. А. Семантический компонент вызванного потенциала различения // Психология. Современные направления междисциплинарных исследований. М.: Изд-во ИП РАН, 2003. С. 295—308.
- Измайлов Ч. А., Соколов Е. Н., Коршунова С. Т., Фурсова E.Л. Вызванный потенциал как мера семантических цветовых различий у человека // А.Р Лурия и психология XXI века / Под ред. Т. В. Ахутиной, Ю. М. Глозман. М.: Смысл, 2003. С. 283—289.
- Измайлов Ч. А., Соколов Е. Н., Коршунова С. Г., Чудина Ю. А. Геометрическая модель различения ориентаций линии, основанная на субъективных оценках и зрительных вызванных потенциалах. // Журнал ВНД. 2003. Т. 54. № 2. С. 267—279.
- Соколов Е. Н. Модально-неспецифическая и модально-специфическая память // А. Р. Лурия и психология XXI века / Под ред. Т. В. Ахутиной, Ю. М. Глозман. М.: Смысл, 2003. С. 278—283.
- Соколов Е. Н. Вычисление семантических различий в нейронных сетях // Нейрокомпьютеры. 2004. № 2. С. 69—78.
- Соколов Е. Н. Нейроны сознания // Психология. Журнал высшей школы экономики. 2004. Т. 1. № 2. С. 3-15.
- Соколов Е. Н. Новые тенденции в развитии психологии. // «Вопросы психологии», 2004, № 5 с. 87.
- Соколов Е. Н. Принцип векторного кодирования в психофизиологии / Под ред. В. И. Аршинова, И. Н. Трофимовой, В. М. Шеляпина // Синергетика и психофизиология. М.: Когито-Центр, 2004. Вып. 3. С. 320—335.
- Соколов Е. Н., Незлина Н. И. Долговременная память, нейрогенез и сигнал новизны // Журнал высшей нервной деятельности им. И. П. Павлова. 2004. Т. 53. № 4. С. 451—463.
- Izmailov Ch.A., Sokolov E.N. Subjective and objective scaling of large color differences // Psychophysics Beyond Sensation / Ed. by Ch. Kaunbach, E. Schroeger, H. Muller. Mahwah, NJ: Laurence Erlbaum Ass., 2004. P. 27—43.
- Polyanski V.B., Evtikhin D.V., Sokolov E.N. Reflection of an orienting reflex in the phases of evoked potentials in the rabbit visual cortex and hippocampus during substitution of stimulus intensity // Neurosci. Behav. Physiol. 2004 Jan. Vol. 34. P. 19-28.
- Полянский В. Б., Евтихин Д. В., Соколов Е. Н. Вычисление цветовых и яркостных различий нейронами зрительной коры кролика // Журнал высшей нервной деятельности им. И. П. Павлова. 2005. Т. 55. № 1. С. 60—70.
- Полянский В. Б., Евтихин Д. В., Соколов Е. Н., Крючкова А. В. Локальная пластичность нейронов зрительной коры и гиппокампа кролика в oddball тесте // Журнал высшей нервной деятельности им. И. П. Павлова. 2005. Т. 55. № 3. С. 360—367.
- Соколов Е. Н., Незлина Н. И. Нейродарвинизм: моделирование отбора нейронных групп. // Журнал высшей нервной деятельности им. И. П. Павлова. 2005. Т. 553. № 4. С. 459—471.
- Izmailov Ch.A., Sokolov E.N., Korshunova S.G. Multidimensional scaling of schematically represented faces based on dissimilarity estimates and evoked potentials of differences amplitudes // Span J. Psychol. 2005. Vol. 8. P. 119—133.
- Полянский В. Б., Евтихин Д. В., Соколов Е. Н., Алымкулов Д. Э. Вычисление цветовых и яркостных различий нейронами латерального коленчатого тела кролика // Журнал высшей нервной деятельности им. И. П. Павлова. 2006. Т. 56. № 1. С. 75-85.
- Соколов Е. Н. и др. Кодирование параметров движения стимула в зрительной системе кошки // Журнал высшей нервной деятельности им. И. П. Павлова. 2006. Т. 56. № 2. С. 228—235.
- Соколов Е. Н., Измайлов Ч. А. Вызванные потенциалы различия в кадрировании когнитивных процессов. // Нейрокомпьютеры: разработка, применение. 2006. № 4-5. С. 90-105.
- Соколов Е. Н., Незлина Н. И. Вызванный потенциал как мера перцептивных и семантических различий // Журнал высшей нервной деятельности им. И. П. Павлова. 2006. Т. 56. № 2. С. 165—174.
- Mangina C.A., Sokolov E.N. Neuronal plasticity in memory and learning abilities: theoretical position and selective review 11 Int. J. of Psychophysiology. 2006 Jun. Vol. 60. P. 203—214.
- Соколов Е. Н., Незлина Н. И. Условный рефлекс: детектор и командный нейрон // Журнал высшей нервной деятельности им. И. П. Павлова. 2007. Т. 57. № 1. С. 5-22.
- Измайлов Ч. А., Соколов E.H., Едренкин И. В. Интегрирование простых признаков стимула в нейронных сетях зрительной системы // Нейрокомпьютеры: Разработка и применение. 2008. № 4—5. С. 34—45.
- Leonov Y.P., Sokolov E.N. The Representation of Colors in Spherical Space // Color research and application. 2008. Vol. 33. № 2. P. 113—124.